# Immelänjärvi
Immelänjärvi är en sjö i Finland. Den ligger i kommunen Kittilä i landskapet Lappland, i den norra delen av landet, 800 km norr om huvudstaden Helsingfors. Immelänjärvi ligger 193,6 meter över havet. Arean är 38 hektar och strandlinjen är 3,93 kilometer lång. Sjön  ingår i Kemi älvs huvudavrinningsområde. 